# Spilosoma postimpuncta
Spilosoma postimpuncta är en fjärilsart som beskrevs av Taco Hajo van Wisselingh 1961. Spilosoma postimpuncta ingår i släktet Spilosoma och familjen björnspinnare. Inga underarter finns listade i Catalogue of Life.